# Лондонские каникулы
«Ло́ндонские кани́кулы» (англ. A Royal Night Out) — мелодрама режиссёра Джулиана Джаррольда. Премьера фильма состоялась в Австралии 14 мая 2015 года. В России фильм вышел почти на месяц позже — 18 июня.

## Сюжет
Фильм основан на реальных событиях. Действие происходит в Лондоне в ночь с 8 на 9 мая 1945 года, когда Великобритания празднует День победы. Принцесса Маргарет и её сестра Элизабет, будущая Елизавета II, по разрешению родителей — короля Георга VI и королевы Елизаветы, покидают пределы Букингемского дворца. Они в сопровождении двух офицеров едут в город, чтобы почувствовать единение с народом. Несмотря на ряд приключений, связанных с полным незнанием жизни обычных граждан в дни массовых гуляний, несмотря на опоздание с возвращением домой во дворец на шесть часов — всё оканчивается благополучно. Король с благодарностью жмёт руку спасителю принцесс, находящемуся в самоволке, разжалованному лётчику Джеку. Принцесса Элизабет доставляет его на королевском авто к утренней поверке в часть, где они целуются.

## Реальные события
Принцессы Элизабет и Маргарет, действительно, в ночь с 8 на 9 мая 1945 годы приняли участие в народных гуляньях по улицам Лондона. Группа состояла из 16 человек, включая нескольких друзей-ровесников, нянь и вооружённую охрану под командой полковника ВВС Питера Таунсенда. Однако, два офицера сопровождения и лётчик Джек в фильме полностью вымышлены. Принцессы вернулись во дворец без опоздания ровно в час ночи, как и было договорено.

## В ролях
| Актёр          | Роль               |
| -------------- | ------------------ |
| Джек Рейнор    | Джек Ходжис        |
| Сара Гадон     | принцесса Элизабет |
| Бел Паули      | принцесса Маргарет |
| Эмили Уотсон   | королева Елизавета |
| Руперт Эверетт | король Георг VI    |
| Рут Шин        | мама Джека         |
| Роджер Аллам   | Стэн               |